# Robert Disraeli
Robert Disraeli (* 1905 in Köln, Deutschland; † 1987) war ein US-amerikanischer Fotograf deutscher Abstammung, der für seine dokumentarischen Aufnahmen des urbanen Lebens in New York City bekannt wurde. Er war Mitglied der Photo League. Die Photo League war eine Organisation von Fotografen in New York City, die sich der Dokumentation des Lebens in den Arbeitervierteln widmete. Sie wurde 1936 gegründet und bot ihren Mitgliedern Schulungen, Ausstellungsräume und eine Plattform für den Austausch über soziale und kreative Themen. Die Photo League spielte eine wichtige Rolle bei der Entwicklung der sozialdokumentarischen Fotografie in den USA.

## Leben
Robert Disraeli wurde 1905 in Köln geboren. Über seine frühen Jahre und seine Ausbildung ist wenig bekannt. Er emigrierte in die Vereinigten Staaten und ließ sich in New York City nieder, wo er als Fotograf arbeitete. In den 1930er Jahren trat er der Photo League bei, einer Organisation, die sich der Dokumentation des amerikanischen Alltagslebens widmete.  Robert Disraeli war Mitglied des Advisory Board (Beirats) der Photo League (dem auch Berenice Abbott und Margaret Bourke-White angehörten).

## Werk
Robert Disraelis fotografisches Werk konzentriert sich auf die Straßen und Menschen New Yorks. Seine Aufnahmen zeichnen sich durch ein tiefes Verständnis der städtischen Umgebung und ihrer Bewohner aus. Ein bekanntes Werk ist Before the Unveiling, Times Square aus dem Jahr 1936, das die Vorbereitungen für eine Enthüllung auf dem Times Square zeigt. Ein weiteres bemerkenswertes Foto ist Wall Street, 1932, das die Geschäftigkeit und Dynamik des Finanzdistrikts einfängt. Seine Arbeiten wurden in verschiedenen Ausstellungen gezeigt, darunter A Progressive Era in American Photography: The Photo League 1936–1951 im Boston College Museum.  

## Ausstellung
- Les Mystères de la chambre noire: Photographic Surrealism, 1920–1950, Ubu Gallery, New York, 6. September 2017 bis 29. September 2017